# Ніжна
Ніжна (словац. Nižná) — село, громада округу Тврдошін, Жилінський край. Кадастрова площа громади — 27.78 км².
Населення 4017 осіб (станом на 31 грудня 2018 року).

## Історія
Ніжна згадується 1395 року.

## Географія
Протікають річки Глдочин і Разтока.

## Населення
| Рік:            | 1994. | 2004.   | 2014.   | 2024.   |
| --------------- | ----- | ------- | ------- | ------- |
| Кількість осіб: | 3943  | 4068    | 4020    | 3918    |
| Різниця:        |       | +3,17 % | -1,17 % | -2,53 % |

| Рік:            | 2023. | 2024.   |
| --------------- | ----- | ------- |
| Кількість осіб: | 3928  | 3918    |
| Різниця:        |       | -0,25 % |